# Əlimədədli (Göygöl)
Əlimədədli è un comune dell'Azerbaigian situato nel distretto di Göygöl. Conta una popolazione di 321 abitanti.